# Piotr Chrapkowski
Piotr Paweł Chrapkowski (ur. 24 marca 1988 w Kartuzach) – polski piłkarz ręczny, lewy rozgrywający, do 2024 zawodnik SC Magdeburg.

## Kariera sportowa
Wychowanek Cartusii Kartuzy, następnie gracz AZS-u AWFiS Gdańsk. W barwach gdańskiego klubu zdobył w sezonie 2008/2009 128 goli, zajmując 16. miejsce w klasyfikacji najlepszych strzelców Ekstraklasy. W latach 2010–2013 występował w Wiśle Płock. W sezonie 2010/2011, w którym rzucił 122 bramki w 28 meczach, zdobył z płocką drużyną mistrzostwo Polski (w rozegranym 22 maja 2011 drugim meczu finałowym z Vive Kielce (32:30) rzucił 13 goli, w tym sześć w dogrywce). W sezonie 2011/2012 zdobył dla Wisły Płock 20 goli w Lidze Mistrzów. Później regularne występy uniemożliwiła mu półtoraroczna kontuzja barku.
W latach 2013–2017 występował w Vive Kielce, z którym zdobył cztery mistrzostwa Polski i cztery Puchary Polski. W sezonie 2015/2016, w którym rzucił dziewięć bramek, wygrał z kieleckim klubem Ligę Mistrzów – w rozegranym 29 maja 2016 meczu finałowym z węgierskim Veszprém (39:38, po rzutach karnych) grał w obronie, otrzymał jedną dwuminutową karę oraz zablokował, na 20 sekund przed końcem regulaminowego czasu gry, rzut Arona Pálmarssona, co pozwoliło kieleckiej drużynie przeprowadzić ostatnią akcję i doprowadzić do dogrywki. W sezonie 2014/2015, w którym zdobył 12 goli, zajął z Vive 3. miejsce w Lidze Mistrzów – w decydującym o brązowym medalu meczu z THW Kiel (28:26) rzucił jedną bramkę i otrzymał czerwoną kartkę.
W lipcu 2017 został zawodnikiem SC Magdeburg, z którym podpisał trzyletni kontrakt. W Bundeslidze zadebiutował 27 sierpnia 2017 w wygranym spotkaniu z TV 05/07 Hüttenberg (33:26), w którym zdobył jednego gola. W sezonie 2017/2018 rozegrał w najwyższej niemieckiej klasie rozgrywkowej 33 mecze i rzucił 42 bramki. Ponadto wystąpił w 10 spotkaniach Pucharu EHF, w których zdobył 15 goli, a jego zespół zajął w tych rozgrywkach 3. miejsce. W grudniu 2018 przedłużył kontrakt z niemieckim klubem do końca czerwca 2023.
W 2006 wystąpił w mistrzostwach Europy U-18 w Estonii, w których zdobył 15 bramek. W 2007 uczestniczył w mistrzostwach świata U-19 w Bahrajnie, podczas których był najlepszym strzelcem polskiej kadry – w sześciu meczach zdobył 28 bramek. W 2008 wziął udział w mistrzostwach Europy U-20 w Rumunii.
W reprezentacji Polski seniorów zadebiutował 5 czerwca 2010 w meczu towarzyskim z Litwą (31:31), w którym zdobył trzy bramki. Uczestniczył w mistrzostwach Europy w Danii (2014; 6. miejsce) i mistrzostwach Europy w Polsce (2016; 7. miejsce). W 2015 zdobył brązowy medal na mistrzostwach świata w Katarze, podczas których w dziewięciu meczach rzucił 12 bramek. W 2017 wystąpił w mistrzostwach świata we Francji (w siedmiu spotkaniach zdobył sześć goli).
W 2024 postanowił on zakończyć swoją karierę.

## Życie prywatne
Absolwent III Liceum Ogólnokształcącego im. Marynarki Wojennej RP w Gdyni. Żonaty z Dagmarą, ma dwie córki i syna.

## Sukcesy
SC Magdeburg
- Liga Mistrzów: 2022/2023

Wisła Płock
- Mistrzostwo Polski: 2010/2011

Vive Kielce
- Liga Mistrzów: 2015/2016
- 3. miejsce w Lidze Mistrzów: 2014/2015
- Mistrzostwo Polski: 2013/2014, 2014/2015, 2015/2016, 2016/2017
- Puchar Polski: 2013/2014, 2014/2015, 2015/2016, 2016/2017

Reprezentacja Polski
- 3. miejsce w mistrzostwach świata: 2015

Odznaczenia
- Srebrny Krzyż Zasługi (2015)[20]